# Ідеальна точка

Три ідеальних трикутники в конформно-евклідовій моделі, вершини є ідеальними точками

Невласна точка, ідеальна точка, омега-точка або нескінченно віддалена точка — це цілком визначена точка поза гіперболічною площиною або простором. Якщо дано пряму l і точку P поза l, то прямі, що проходять через P, праворуч і ліворуч паралельні в границі до прямої l, збігаються до l в ідеальних точках.
На відміну від проєктивного випадку, ідеальні точки утворюють межу, а не підмноговид. Таким чином, ці прямі не перетинаються в ідеальній точці, і такі точки, хоча вони й цілком визначені, не належать самому гіперболічному простору.
Ідеальні точки разом утворюють абсолют Келі або межу гіперболічної геометрії. Наприклад, одиничне коло утворює абсолют Келі дискової моделі Пуанкаре і дискової моделі Кляйна. Разом з тим, дійсна пряма утворює абсолют моделі півплощини.
Аксіома Паша і теорема про зовнішній кут трикутника виконуються для омега-трикутника, який визначається двома точками гіперболічного простору і омега-точкою.

## Властивості
- Гіперболічна відстань між ідеальними точками і будь-якою іншою точкою або іншою точкою дорівнює нескінченності.
- Центри орициклів і орисфер є ідеальними точками. Два орицикли концентричні, коли вони мають один і той самий центр.

## Многокутники з ідеальними вершинами

### Ідеальні трикутники
Якщо всі вершини трикутника є ідеальними точками, трикутник є ідеальним трикутником.
Ідеальні трикутники мають кілька цікавих властивостей:
- Всі ідеальні трикутники конгруентні.
- Внутрішні кути ідеального трикутника всі дорівнюють нулю.
- Будь-який ідеальний трикутник має нескінченний периметр.
- Будь-який ідеальний трикутник має площу {\displaystyle \pi /(-K)}, де {\displaystyle K} дорівнює (від'ємній) кривині площини[4].

### Ідеальні чотирикутники
Якщо всі вершини чотирикутника — ідеальні точки, то чотирикутник є ідеальним чотирикутником.
Тоді як усі ідеальні трикутники конгруентні, не всі ідеальні чотирикутники конгруентні, діагоналі можуть перетинатися під різними кутами, що призводить до неконгруентності чотирикутників, при цьому:
- Внутрішні кути ідеального чотирикутника всі дорівнюють нулю.
- Будь-який ідеальний чотирикутник має нескінченний периметр.
- Будь-який ідеальний (опуклий без перетинів) чотирикутник має площу {\displaystyle 2\pi /(-K)}, де K дорівнює (від'ємній) кривині площини.

### Ідеальний квадрат
Ідеальний чотирикутник, у якого дві діагоналі перпендикулярні, утворює ідеальний квадрат.
Ідеальний квадрат використовував Фердинанд Карл Швайкарт у його меморандумі, в якому він згадує «астральну геометрію». Це була одна з перших публікацій, що допускають можливість гіперболічної геометрії.

### Ідеальніn-кутники
n-кутник можна розділити на (n − 2) ідеальних трикутників, і площа многокутника дорівнює площі ідеального трикутника, помноженій на (n − 2).

## Подання в моделях гіперболічної геометрії
У дисковій моделі Кляйна і дисковій моделі Пуанкаре гіперболічної площини ідеальними точками є одиничні кола (для гіперболічної площини) або одиничні сфери (для просторів вищої розмірності), які є недосяжною межею гіперболічного простору.
Одна і та ж гіперболічна пряма в дисковій моделі Кляйна і дисковій моделі Пуанкаре буде проходити через ті ж дві ідеальні точки.

### Дискова модель Клейна
Якщо дано дві різні точки {\displaystyle p} і {\displaystyle q} у відкритому одиничному диску, єдина пряма, що з'єднує їх, перетинає одиничне коло в двох ідеальних точках, {\displaystyle a} і {\displaystyle b} (вважається, що точки йдуть в порядку {\displaystyle a}, {\displaystyle p}, {\displaystyle q}, {\displaystyle b}), так що {\displaystyle \left|aq\right|>\left|ap\right|} і {\displaystyle \left|pb\right|>\left|qb\right|}. Тоді гіперболічна відстань між {\displaystyle p} і {\displaystyle q} виражається формулою
{\displaystyle d(p,q)={\frac {1}{2}}\log {\frac {\left|qa\right|\left|bp\right|}{\left|pa\right|\left|bq\right|}}.}

### Дискова модель Пуанкаре
Якщо задано дві різні точки {\displaystyle p} і {\displaystyle q} у відкритому одиничному диску, то єдина дуга кола, яка ортогональна межі і з'єднує точки, перетинає одиничне коло в двох ідеальних точках, {\displaystyle a} і {\displaystyle b} (вважається, що точки йдуть у порядку {\displaystyle a}, {\displaystyle p}, {\displaystyle q}, {\displaystyle b}), так що {\displaystyle \left|aq\right|>\left|ap\right|} і {\displaystyle \left|pb\right|>\left|qb\right|}. Тоді гіперболічна відстань між {\displaystyle p} і {\displaystyle q} виражається формулою
{\displaystyle d(p,q)=\log {\frac {\left|qa\right|\left|bp\right|}{\left|pa\right|\left|bq\right|}}}
Тут відстань вимірюється вздовж (прямих) відрізків {\displaystyle aq}, {\displaystyle ap}, {\displaystyle pb}, {\displaystyle qb}.

### Модель півплощини Пуанкаре
У моделі півплощини ідеальні точки — це точки на граничній осі. Існує також інша ідеальна точка, яка не належить моделі півплощини (але промені, паралельні до додатної півосі {\displaystyle y}, наближаються до неї).

### Гіперболоїдна модель
У гіперболоїдній моделі немає ніяких невласних точок.